# سولماز أونايدن
سولماز أونايدِن (بالتركية: Solmaz Ünaydın)‏ (1942 - 26 أغسطس 2010)؛ دبلوماسية تركية، شغلت منصب سفيرة تركيا في كل من ستوكهولم ووارسو وطوكيو. تعد سولماز السفيرة الثانية في تركيا بعد فيليز دينتشمان.

## حياتها

### السنوات الأولى
ولدت سولماز أونايدن لعائلة يعمل بها الوالد طبيب والام محامية في عام 1942 .وبعد ان أنهت دراستها الجامعية بعد ان حصلت على المركز الأول في جامعة انقرة، اتمت دراسة الماجيستير في العلاقات الدولية في جامعة بيرن ماور بالولايات المتحدة الأمريكية بجانب دراستها في اقسام الاقتصاد الدولى والعلاقات الدولية وبعد ذلك عادت إلى إسطنبول وبقبولها في امتحانات وزارة الخارجية عام 1967 أصبحت واحدة من أهم السيدات التي تشغل مناصب سياسية في تركيا في ذلك الوقت  وان اونيادين التي عملت كخبيرة في الوزارة التابعة لالشرق الاوسط، قامت بعد ذلك بأول بعثة إلى خارج البلاد ومثلت تركيا في الامم المتحدة  وبعد ان عملت بالعمل الدبلوماسي لمدة 3 سنوات وبعدها شغلت منصب كاتبة، انتقلت إلى القاهرة كسكرتير ثانى للسفارة بالقاهرة  وبعد ذلك أصبحت الممثل العام في الامم المتحدة ولكن في هذه المرة تم تعيننها كمستشارة  وعندما عادت إلى تركيا ادارت وظيفة رئاسة القطاع الخاص بالشرق الأوسط في وزارة الخارجية 

## مهام السفارة
تم تعيين سولماز أونايدن كسفيرة لتركيا في ستوكهولم في أغسطس 1992  وتعد أونايدن هي السفيرة الثانية لتركيا في سفارة لاهاى بعد فيليز دنيشمان في عام 1982 .وقد استمرت في هذا العمل لمدة 4 سنوات وفي عام 1996 تم تعيينها سفيرة في وارسو  وبعد ان عملت هناك لمدة عامين انتقلت للعمل بالوزارة، ولكن قبلها بفترة عملت في المديرية العامة للترويج لما وراء البحار، وبعد ذلك شغلت منصب المدير العام للتخطيط السياسى  وفي 14 ديسمبر 2002 تم تعيينها في سفارة طوكيو  وبعد ذلك عملت لمدة 4 اعوام في سفارة اليابان في 16 سبتمبر 2006 حصلت على شكر وتقدير بسبب هذا منصب 

## اعوامها الاخيرة ووفاتها
وبعد ان تقاعدت من وزارة الخارجية، اقامت مجلس للترويج والاستشارة من اجل انقرة لعام 2015  .وفي عام 2009 كانت أونايدن واحدة من مؤسسى المنتدى العالمى للعلاقات العالمية  
وتوفيت أونايدن في 26 أغسطسس 2010 عن عمر يناهز 68 عاما  
وصليت عليها الجنازة في 29 أغسطس 2010 في مسجد كوكاتيب بعد صلاة الظهر ودفنت في سبيتشى العصرى بأنقرة ومثل سولماز أونايدن أيضا الدبلوماسي توفيق أونايدن توفى دون انجاب اى اطفال 